# ТЕС Жатай
17°41′42″ пд. ш. 51°37′13″ зх. д. / 17.69500° пд. ш. 51.62028° зх. д.
ТЕС Жатай — теплова електростанція у бразильському штаті Гояс, якою доповнили належний Raízen Group (спільне підприємство бразильської цукрової компанії COSAN та енергетичного гіганту Shell) завод з виробництва етанолу.
В 2010 році на майданчику ТЕС стали до ладу три парові турбіни виробництва Siemens потужністю по 35 МВт, при цьому генератори надійшли від бразильської компанії WEG.
Особливістю станції є те, що вона працює на багасі – жомі цукрової тростини. Її спалюють у двох котлах виробництва Dedini продуктивністю по 225 тон пари на годину.
Надлишкова електроенергія постачається зовнішнім споживачам по ЛЕП, розрахованій на роботу під напругою 138 кВ.